# Az RB Leipzig 2017–2018-as szezonja
Az RB Leipzig 2017–2018-as szezonja a csapat 9. szezonja volt a versenyszerű labdarúgásban, 2. szezonja a Bundesligában és a 9. szezonja fennállása óta.

## Mérkőzések

### Barátságos találkozók
| 2017. július 14. 18:30 |

| SV Dessau 05 | 0–7               | RB Leipzig                                                       |
| ------------ | ----------------- | ---------------------------------------------------------------- |
|              | (0-4) Jegyzőkönyv | Heisig 23' Augustin 26' 32' 43' Bernardo 55' Kühn 78' Kaiser 83' |

| Paul-Greifzu-Stadion, Dessau Nézőszám: 7 124 Játékvezető: Patrick Kluge |

| 2017. július 18. 18:30 |

| ZFC Meuselwitz | 0–6               | RB Leipzig                                                                       |
| -------------- | ----------------- | -------------------------------------------------------------------------------- |
|                | (0-1) Jegyzőkönyv | Compper 10' Abouchabaka 48' 90' Sabitzer 65' Bernardo 69' Poulsen 74' (11-esből) |

| BlueChip-Arena, Meuselwitz Nézőszám: 5 041 Játékvezető: Michael Wilske |

| 2017. július 29. 15:00 |

| RB Leipzig | 0–1               | Sevilla                   |
| ---------- | ----------------- | ------------------------- |
|            | (0-1) Jegyzőkönyv | Ben Yedder 35' (11-esből) |

| Emirates Stadion, London Játékvezető: Stuart Attwell |

| 2017. július 30. 15:00 |

| RB Leipzig                  | 2–0               | Benfica |
| --------------------------- | ----------------- | ------- |
| Halstenberg 19' Compper 51' | (1-0) Jegyzőkönyv |         |

| Emirates Stadion, London Játékvezető: Peter Green |

| 2017. augusztus 5. 16:45 |

| RB Leipzig             | 1–2               | Stoke City            |
| ---------------------- | ----------------- | --------------------- |
| Forsberg 5' (11-esből) | (1-1) Jegyzőkönyv | Diouf 44' Compper 78' |

| Red Bull Arena, Lipcse Nézőszám: 21 028 Játékvezető: Felix-Benjamin Schwermer |

| 2018. január 6. 15:30 |

| RB Leipzig             | 2–0               | Dukla Praha |
| ---------------------- | ----------------- | ----------- |
| Palacios 13' Bruma 70' | (1-0) Jegyzőkönyv |             |

| Red Bull Arena, Lipcse Nézőszám: 4 312 Játékvezető: Felix-Benjamin Schwermer |

### Bajnokság
| 2017. augusztus 19. 18:30 (CEST) | Schalke 04                              | 2 – 0                 | RB Leipzig | Veltins-Arena, Gelsenkirchen Nézőszám: 61 435 Játékvezető: Felix Zwayer |
| 2017. augusztus 19. 18:30 (CEST) | Bentaleb 43' (11-esből) Konopljanka 73' | (1 – 0) (Jegyzőkönyv) |            | Veltins-Arena, Gelsenkirchen Nézőszám: 61 435 Játékvezető: Felix Zwayer |

| 2016. augusztus 27. 15:30 (CEST) | RB Leipzig                         | 4 – 1                 | SC Freiburg       | Red Bull Arena, Lipcse Nézőszám: 39 265 Játékvezető: Christian Dingert |
| 2016. augusztus 27. 15:30 (CEST) | Werner 48' 71' Orban 55' Bruma 80' | (0 – 1) (Jegyzőkönyv) | Niederlechner 23' | Red Bull Arena, Lipcse Nézőszám: 39 265 Játékvezető: Christian Dingert |

| 2017. szeptember 8. 20:30 (CEST) | Hamburger SV | 0 – 2                 | RB Leipzig           | Volksparkstadion, Hamburg Nézőszám: 50 231 Játékvezető: Deniz Aytekin |
| 2017. szeptember 8. 20:30 (CEST) |              | (0 – 0) (Jegyzőkönyv) | Keïta 67' Werner 75' | Volksparkstadion, Hamburg Nézőszám: 50 231 Játékvezető: Deniz Aytekin |

| 2016. szeptember 16. 18:30 (CEST) | RB Leipzig              | 2 – 2                 | Borussia Mönchengladbach         | Red Bull Arena, Lipcse Nézőszám: 42 558 Játékvezető: Marco Fritz |
| 2016. szeptember 16. 18:30 (CEST) | Werner 17' Augustin 31' | (2 – 1) (Jegyzőkönyv) | Hazard 25' (11-esből) Stindl 61' | Red Bull Arena, Lipcse Nézőszám: 42 558 Játékvezető: Marco Fritz |

| 2017. szeptember 19. 20:30 (CEST) | Augsburg       | 1 – 0                 | RB Leipzig | WWK ARENA, Augsburg Nézőszám: 26 113 Játékvezető: Daniel Siebert |
| 2017. szeptember 19. 20:30 (CEST) | Gregoritsch 4' | (1 – 0) (Jegyzőkönyv) |            | WWK ARENA, Augsburg Nézőszám: 26 113 Játékvezető: Daniel Siebert |

| 2016. szeptember 23. 15:30 (CEST) | RB Leipzig              | 2 – 1                 | SC Freiburg | Red Bull Arena, Lipcse Nézőszám: 40 606 Játékvezető: Benjamin Brand |
| 2016. szeptember 23. 15:30 (CEST) | Augustin 28' Werner 67' | (1 – 0) (Jegyzőkönyv) | Rebić 77'   | Red Bull Arena, Lipcse Nézőszám: 40 606 Játékvezető: Benjamin Brand |

| 2017. október 1. 18:00 (CEST) | FC Köln    | 1 – 2                 | RB Leipzig                  | RheinEnergieStadion, Köln Nézőszám: 48 700 Játékvezető: Felix Zwayer |
| 2017. október 1. 18:00 (CEST) | Ószako 82' | (0 – 1) (Jegyzőkönyv) | Klostermann 30' Poulsen 80' | RheinEnergieStadion, Köln Nézőszám: 48 700 Játékvezető: Felix Zwayer |

| 2017. október 14. 18:30 (CEST) | Borussia Dortmund            | 2 – 3                 | RB Leipzig                                        | Signal Iduna Park, Dortmund Nézőszám: 80 100 Játékvezető: Deniz Aytekin |
| 2017. október 14. 18:30 (CEST) | Aubameyang 4' 64' (11-esből) | (1 – 2) (Jegyzőkönyv) | Sabitzer 10' Poulsen 25' Augustin 49' (11-esből)} | Signal Iduna Park, Dortmund Nézőszám: 80 100 Játékvezető: Deniz Aytekin |

| 2017. október 21. 15:30 (CEST) | RB Leipzig   | 1 – 0                 | VfB Stuttgart | Red Bull Arena, Lipcse Nézőszám: 42 558 Játékvezető: Sven Jablonski |
| 2017. október 21. 15:30 (CEST) | Sabitzer 23' | (1 – 0) (Jegyzőkönyv) |               | Red Bull Arena, Lipcse Nézőszám: 42 558 Játékvezető: Sven Jablonski |

| 2017. október 28. 18:30 (CEST) | Bayern München                | 2 – 0                 | RB Leipzig | Allianz Arena, München Nézőszám: 75 000 Játékvezető: Daniel Siebert |
| 2017. október 28. 18:30 (CEST) | Rodríguez 19' Lewandowski 38' | (2 – 0) (Jegyzőkönyv) |            | Allianz Arena, München Nézőszám: 75 000 Játékvezető: Daniel Siebert |

| 2017. november 4. 15:30 (CEST) | RB Leipzig             | 2 – 1                 | Hannover 96  | Red Bull Arena, Lipcse Nézőszám: 40 461 Játékvezető: Martin Petersen |
| 2017. november 4. 15:30 (CEST) | Werner 70' Poulsen 85' | (0 – 0) (Jegyzőkönyv) | Jonathas 56' | Red Bull Arena, Lipcse Nézőszám: 40 461 Játékvezető: Martin Petersen |

| 2017. november 18. 15:30 (CEST) | Bayer Leverkusen       | 2 – 2                 | RB Leipzig                                    | BayArena, Leverkusen Nézőszám: 29 218 Játékvezető: Harm Osmers |
| 2017. november 18. 15:30 (CEST) | Bailey 44' Volland 74' | (1 – 1) (Jegyzőkönyv) | Werner 13' (11-esből) Forsberg 54' (11-esből) | BayArena, Leverkusen Nézőszám: 29 218 Játékvezető: Harm Osmers |

| 2017. november 25. 15:30 (CEST) | RB Leipzig             | 2 – 0                 | Werder Bremen | Red Bull Arena, Lipcse Nézőszám: 40 172 Játékvezető: Sascha Stegemann |
| 2017. november 25. 15:30 (CEST) | Keïta 34' Bernardo 87' | (1 – 0) (Jegyzőkönyv) |               | Red Bull Arena, Lipcse Nézőszám: 40 172 Játékvezető: Sascha Stegemann |

| 2017. december 2. 15:30 (CEST) | TSG Hoffenheim                   | 4 – 0                 | RB Leipzig | Rhein-Neckar-Arena, Sinsheim Nézőszám: 28 299 Játékvezető: Daniel Siebert |
| 2017. december 2. 15:30 (CEST) | Amiri 13' Gnabry 52' 62' Uth 87' | (1 – 0) (Jegyzőkönyv) |            | Rhein-Neckar-Arena, Sinsheim Nézőszám: 28 299 Játékvezető: Daniel Siebert |

| 2017. december 9. 15:30 (CEST) | RB Leipzig                        | 2 – 2                 | Mainz 05                  | Red Bull Arena, Lipcse Nézőszám: 32 817 Játékvezető: Patrick Ittrich |
| 2017. december 9. 15:30 (CEST) | Kampl 29' Werner 45+3' (11-esből) | (2 – 1) (Jegyzőkönyv) | Quaison 39' Berggreen 86' | Red Bull Arena, Lipcse Nézőszám: 32 817 Játékvezető: Patrick Ittrich |

| 2017. december 12. 18:30 (CEST) | VfL Wolfsburg           | 1 – 1                 | RB Leipzig      | Volkswagen Arena, Wolfsburg Nézőszám: 22 827 Játékvezető: Guido Winkmann |
| 2017. december 12. 18:30 (CEST) | Verhaegh 15' (11-esből) | (1 – 0) (Jegyzőkönyv) | Halstenberg 52' | Volkswagen Arena, Wolfsburg Nézőszám: 22 827 Játékvezető: Guido Winkmann |

| 2017. december 17. 18:00 (CEST) | RB Leipzig                  | 2 – 3                 | Hertha BSC             | Red Bull Arena, Lipcse Nézőszám: 36 109 Játékvezető: Frank Willenborg |
| 2017. december 17. 18:00 (CEST) | Orban 68' Halstenberg 90+2' | (0 – 2) (Jegyzőkönyv) | Selke 5' 51' Kalou 31' | Red Bull Arena, Lipcse Nézőszám: 36 109 Játékvezető: Frank Willenborg |

| 2018. január 13. 18:30 (CEST) | RB Leipzig                     | 3 – 1                 | Schalke 04 | Red Bull Arena, Lipcse Nézőszám: 42 558 Játékvezető: Deniz Aytekin |
| 2018. január 13. 18:30 (CEST) | Keïta 41' Werner 69' Bruma 71' | (1 – 0) (Jegyzőkönyv) | Naldo 55'  | Red Bull Arena, Lipcse Nézőszám: 42 558 Játékvezető: Deniz Aytekin |

| 2018. január 20. 15:30 (CEST) | SC Freiburg          | 2 – 1                 | RB Leipzig | Schwarzwald-Stadion, Freiburg Nézőszám: 23 700 Játékvezető: Benjamin Brand |
| 2018. január 20. 15:30 (CEST) | Haberer 72' Koch 76' | (0 – 0) (Jegyzőkönyv) | Werner 65' | Schwarzwald-Stadion, Freiburg Nézőszám: 23 700 Játékvezető: Benjamin Brand |

| 2018. január 27. 15:30 (CEST) | RB Leipzig | 1 – 1                 | Hamburger SV | Red Bull Arena, Lipcse Nézőszám: 42 558 Játékvezető: Benjamin Cortus |
| 2018. január 27. 15:30 (CEST) | Bruma 9'   | (1 – 1) (Jegyzőkönyv) | Kostić 29'   | Red Bull Arena, Lipcse Nézőszám: 42 558 Játékvezető: Benjamin Cortus |

| 2018. február 3. 18:30 (CEST) | Borussia Mönchengladbach | 0 – 1                 | RB Leipzig  | Borussia-Park Stadion, Mönchengladbach Nézőszám: 49 018 Játékvezető: Tobias Stieler |
| 2018. február 3. 18:30 (CEST) |                          | (0 – 0) (Jegyzőkönyv) | Lookman 89' | Borussia-Park Stadion, Mönchengladbach Nézőszám: 49 018 Játékvezető: Tobias Stieler |

| 2018. február 9. 20:30 (CEST) | RB Leipzig              | 2 – 0                 | Augsburg | Red Bull Arena, Lipcse Nézőszám: 34 286 Játékvezető: Sven Jablonski |
| 2018. február 9. 20:30 (CEST) | Upamecano 17' Keïta 70' | (1 – 0) (Jegyzőkönyv) |          | Red Bull Arena, Lipcse Nézőszám: 34 286 Játékvezető: Sven Jablonski |

| 2018. február 19. 20:35 (CEST) | Eintracht Frankfurt      | 2 – 1                 | RB Leipzig   | Commerzbank-Arena, Frankfurt Nézőszám: 45 100 Játékvezető: Felix Zwayer |
| 2018. február 19. 20:35 (CEST) | Chandler 22' Boateng 26' | (2 – 1) (Jegyzőkönyv) | Augustin 13' | Commerzbank-Arena, Frankfurt Nézőszám: 45 100 Játékvezető: Felix Zwayer |

| 2018. február 25. 18:00 (CEST) | RB Leipzig  | 1 – 2                 | FC Köln                      | Red Bull Arena, Lipcse Nézőszám: 31 793 Játékvezető: Harm Osmers |
| 2018. február 25. 18:00 (CEST) | Augustin 5' | (1 – 0) (Jegyzőkönyv) | Koziello 70' Bittencourt 77' | Red Bull Arena, Lipcse Nézőszám: 31 793 Játékvezető: Harm Osmers |

| 2018. március 3. 18:30 (CEST) | RB Leipzig   | 1 – 1                 | Borussia Dortmund | Red Bull Arena, Lipcse Nézőszám: 42 558 Játékvezető: Felix Brych |
| 2018. március 3. 18:30 (CEST) | Augustin 29' | (1 – 1) (Jegyzőkönyv) | Reus 38'          | Red Bull Arena, Lipcse Nézőszám: 42 558 Játékvezető: Felix Brych |

| 2018. március 11. 15:30 (CEST) | VfB Stuttgart         | 0 – 0 | RB Leipzig | Mercedes-Benz Arena, Stuttgart Nézőszám: 53 548 Játékvezető: Tobias Stieler |
| 2018. március 11. 15:30 (CEST) | (0 – 0) (Jegyzőkönyv) |       |            | Mercedes-Benz Arena, Stuttgart Nézőszám: 53 548 Játékvezető: Tobias Stieler |

| 2018. március 18. 18:00 (CEST) | RB Leipzig           | 2 – 1                 | Bayern München | Red Bull Arena, Lipcse Nézőszám: 42 558 Játékvezető: Marco Fritz |
| 2018. március 18. 18:00 (CEST) | Keïta 37' Werner 56' | (1 – 1) (Jegyzőkönyv) | Wagner 12'     | Red Bull Arena, Lipcse Nézőszám: 42 558 Játékvezető: Marco Fritz |

| 2018. március 31. 15:30 (CEST) | Hannover 96           | 2 – 3                 | RB Leipzig                         | HDI-Arena, Hannover Nézőszám: 42 300 Játékvezető: Guido Winkmann |
| 2018. március 31. 15:30 (CEST) | Sané 71' Füllkrug 78' | (0 – 1) (Jegyzőkönyv) | Forsberg 16' Orban 53' Poulsen 76' | HDI-Arena, Hannover Nézőszám: 42 300 Játékvezető: Guido Winkmann |

| 2018. április 9. 20:30 (CEST) | RB Leipzig   | 1 – 4                 | Bayer Leverkusen                              | Red Bull Arena, Lipcse Nézőszám: 35 617 Játékvezető: Deniz Aytekin |
| 2018. április 9. 20:30 (CEST) | Sabitzer 17' | (1 – 1) (Jegyzőkönyv) | Havertz 45' Brandt 51' Récosz 56' Volland 69' | Red Bull Arena, Lipcse Nézőszám: 35 617 Játékvezető: Deniz Aytekin |

#### Helyezések fordulónként
| Forduló  | 1  | 2  | 3  | 4 | 5 | 6  | 7  | 8  | 9  | 10 | 11 | 12 | 13 | 14 | 15 | 16 | 17 | 18 | 19 | 20 | 21 | 22 | 23 | 24 | 25 | 26 | 27 | 28 | 29 | 30 | 31 | 32 | 33 | 34 |
| -------- | -- | -- | -- | - | - | -- | -- | -- | -- | -- | -- | -- | -- | -- | -- | -- | -- | -- | -- | -- | -- | -- | -- | -- | -- | -- | -- | -- | -- | -- | -- | -- | -- | -- |
| Helyszín | I  | O  | I  | O | I | O  | I  | I  | O  | I  | O  | I  | O  | I  | O  | I  | O  | O  | I  | O  | I  | O  | I  | O  | O  | I  | O  | I  | O  | I  | O  | I  | O  | I  |
| Eredmény | V  | GY | GY | D | V | GY | GY | GY | GY | V  | GY | D  | GY | V  | D  | D  | V  | GY | V  | D  | GY | GY | V  | V  | D  | D  | GY | GY | V  | D  | V  | V  | GY | GY |
| Helyezés | 16 | 7  | 4  | 6 | 9 | 6  | 4  | 3  | 3  | 3  | 2  | 3  | 2  | 2  | 2  | 3  | 5  | 2  | 4  | 5  | 3  | 2  | 5  | 6  | 6  | 6  | 6  | 4  | 6  | 5  | 6  | 6  | 6  | 6  |

Helyszín: O = Otthon; I = Idegenben. Eredmény: GY = Győzelem; D = Döntetlen; V = Vereség.

### DFB-Pokal
| 2017. augusztus 13. 15:30 (CEST) |

| Sportfreunde Dorfmerkingen | 0–5               | RB Leipzig                                                  |
| -------------------------- | ----------------- | ----------------------------------------------------------- |
|                            | (0–1) Jegyzőkönyv | Sabitzer 4' 47' Werner 56' Poulsen 59' (11-esből) Keïta 65' |

| Städtisches Waldstadion, Aalen Nézőszám: 10 460 Játékvezető: Florian Badstübner |

| 2017. október 25. 20:45 (CEST) |

| RB Leipzig                              | 1–1                          | Bayern München                        |
| --------------------------------------- | ---------------------------- | ------------------------------------- |
| Forsberg 68' (11-esből)                 | (0–0, 1–1, 1–21) Jegyzőkönyv | Alcântara 73'                         |
| Büntetőpárbaj                           |                              |                                       |
| Bernardo Kampl Halstenberg Orban Werner | 4 – 5                        | Lewandowski Alaba Hummels Rudy Robben |

| Red Bull Arena, Lipcse Nézőszám: 42 558 Játékvezető: Felix Zwayer |

| 2017. augusztus 13. 15:30 (CEST) |

| Sportfreunde Dorfmerkingen | 0–5               | RB Leipzig                                                  |
| -------------------------- | ----------------- | ----------------------------------------------------------- |
|                            | (0–1) Jegyzőkönyv | Sabitzer 4' 47' Werner 56' Poulsen 59' (11-esből) Keïta 65' |

| Städtisches Waldstadion, Aalen Nézőszám: 10 460 Játékvezető: Florian Badstübner |

| 2017. október 25. 20:45 (CEST) |

| RB Leipzig                              | 1–1                          | Bayern München                        |
| --------------------------------------- | ---------------------------- | ------------------------------------- |
| Forsberg 68' (11-esből)                 | (0–0, 1–1, 1–21) Jegyzőkönyv | Alcântara 73'                         |
| Büntetőpárbaj                           |                              |                                       |
| Bernardo Kampl Halstenberg Orban Werner | 4 – 5                        | Lewandowski Alaba Hummels Rudy Robben |

| Red Bull Arena, Lipcse Nézőszám: 42 558 Játékvezető: Felix Zwayer |

### UEFA-bajnokok ligája
| 2017. szeptember 13. 20:45 (CEST) |

| RB Leipzig   | 1–1               | AS Monaco     |
| ------------ | ----------------- | ------------- |
| Forsberg 33' | (1–1) Jegyzőkönyv | Tielemans 34' |

| Red Bull Arena, Lipcse Nézőszám: 40 068 Játékvezető: Michael Oliver (angol) |

| 2017. szeptember 26. 20:45 (CEST) |

| Beşiktaş JK           | 2–0               | RB Leipzig |
| --------------------- | ----------------- | ---------- |
| Babel 11' Talisca 43' | (2–0) Jegyzőkönyv |            |

| Vodafone Park, Isztambul Nézőszám: 36 641 Játékvezető: Szergej Karaszjov (orosz) |

| 2017. október 17. 20:45 (CEST) |

| RB Leipzig                         | 3–2               | Porto                     |
| ---------------------------------- | ----------------- | ------------------------- |
| Orban 8' Forsberg 38' Augustin 41' | (3–2) Jegyzőkönyv | Aboubakar 18' Marcano 44' |

| Red Bull Arena, Lipcse Nézőszám: 41 496 Játékvezető: Paolo Tagliavento (olasz) |

| 2017. november 1. 20:45 (CEST) |

| Porto                                | 3–1               | RB Leipzig |
| ------------------------------------ | ----------------- | ---------- |
| Herrera 13' Danilo 61' Pereira 90+3' | (1–0) Jegyzőkönyv | Werner 48' |

| Estádio do Dragão, Porto Nézőszám: 41 616 Játékvezető: Ovidiu Hațegan (román) |

| 2017. november 21. 20:45 (CEST) |

| AS Monaco  | 1–4               | RB Leipzig                                     |
| ---------- | ----------------- | ---------------------------------------------- |
| Falcao 43' | (1–4) Jegyzőkönyv | Jemerson 6' Werner 9' 31' (11-esből) Keïta 45' |

| II. Lajos Stadion, Monaco Nézőszám: 9 029 Játékvezető: Alberto Undiano Mallenco (spanyol) |

| 2017. december 6. 20:45 (CEST) |

| RB Leipzig | 1–2               | Beşiktaş JK                        |
| ---------- | ----------------- | ---------------------------------- |
| Keïta 87'  | (0–1) Jegyzőkönyv | Negredo 10' (11-esből) Talisca 90' |

| Red Bull Arena, Lipcse Nézőszám: 42,558 Játékvezető: Kassai Viktor (magyar) |

### Európa-liga
| 2018. február 15. 21:05 (CEST) |

| Napoli    | 1–3               | RB Leipzig                 |
| --------- | ----------------- | -------------------------- |
| Ounas 52' | (0–0) Jegyzőkönyv | Werner 61' 90+3' Bruma 74' |

| San Paolo Stadion, Nápoly Nézőszám: 14 554 Játékvezető: Artur Soares Dias (portugál) |

| 2018. február 22. 19:00 (CEST) |

| RB Leipzig | 0–2               | Napoli                    |
| ---------- | ----------------- | ------------------------- |
|            | (0–1) Jegyzőkönyv | Zieliński 33' Insigne 86' |

| Red Bull Arena, Lipcse Nézőszám: 36 163 Játékvezető: Anthony Taylor (angol) |

| 2018. március 8. 21:05 (CEST) |

| RB Leipzig           | 2–1               | Zenyit       |
| -------------------- | ----------------- | ------------ |
| Bruma 56' Werner 77' | (0–0) Jegyzőkönyv | Criscito 86' |

| Red Bull Arena, Lipcse Nézőszám: 19 877 Játékvezető: Ovidiu Hațegan (román) |

| 2018. március 15. 19:00 (CEST) |

| Zenyit        | 1–1               | RB Leipzig   |
| ------------- | ----------------- | ------------ |
| Driussi 45+1' | (1–1) Jegyzőkönyv | Augustin 22' |

| Kresztovszkij Stadion, Szentpétervár Nézőszám: 43 000 Játékvezető: Daniele Orsato (olasz) |

| 2018. április 5. 21:05 (CEST) |

| RB Leipzig   | 1–0               | Marseille |
| ------------ | ----------------- | --------- |
| Werner 45+1' | (1–0) Jegyzőkönyv |           |

| Red Bull Arena, Lipcse Nézőszám: 34 043 Játékvezető: Alberto Undiano Mallenco (spanyol) |

| 2018. április 12. 21:05 (CEST) |

| Marseille | –   | RB Leipzig |
| --------- | --- | ---------- |
|           | (–) |            |

| Stade Vélodrome, Marseille |

## Tabella
| Hely. | Csapat                   | M  | Gy | D  | V  | G+ | G– | Gk  | P  | Továbbjutás vagy kiesés      |
| ----- | ------------------------ | -- | -- | -- | -- | -- | -- | --- | -- | ---------------------------- |
| 1.    | Bayern München CV (B)    | 34 | 27 | 3  | 4  | 92 | 28 | +64 | 84 | Bajnokok Ligája–csoportkör   |
| 2.    | Schalke 04               | 34 | 18 | 9  | 7  | 53 | 37 | +16 | 63 | Bajnokok Ligája–csoportkör   |
| 3.    | 1899 Hoffenheim          | 34 | 15 | 10 | 9  | 66 | 48 | +18 | 55 | Bajnokok Ligája–csoportkör   |
| 4.    | Borussia Dortmund        | 34 | 15 | 10 | 9  | 64 | 47 | +17 | 55 | Bajnokok Ligája–csoportkör   |
| 5.    | Bayer Leverkusen         | 34 | 15 | 10 | 9  | 58 | 44 | +14 | 55 | Európa-liga–csoportkör       |
| 6.    | RB Leipzig               | 34 | 15 | 8  | 11 | 57 | 53 | +4  | 53 | Európa-liga, 2. selejtezőkör |
| 7.    | VfB Stuttgart Ú          | 34 | 15 | 6  | 13 | 36 | 36 | 0   | 51 |                              |
| 8.    | Eintracht Frankfurt      | 34 | 14 | 7  | 13 | 45 | 45 | 0   | 49 |                              |
| 9.    | Borussia Mönchengladbach | 34 | 13 | 8  | 13 | 47 | 52 | −5  | 47 |                              |
| 10.   | Hertha BSC               | 34 | 10 | 13 | 11 | 43 | 46 | −3  | 43 |                              |
| 11.   | Werder Bremen            | 34 | 10 | 12 | 12 | 37 | 40 | −3  | 42 |                              |
| 12.   | FC Augsburg              | 34 | 10 | 11 | 13 | 43 | 46 | −3  | 41 |                              |
| 13.   | Hannover 96 Ú            | 34 | 10 | 9  | 15 | 44 | 54 | −10 | 39 |                              |
| 14.   | Mainz 05                 | 34 | 9  | 9  | 16 | 38 | 52 | −14 | 36 |                              |
| 15.   | SC Freiburg              | 34 | 8  | 12 | 14 | 32 | 56 | −24 | 36 |                              |
| 16.   | VfL Wolfsburg            | 34 | 6  | 15 | 13 | 36 | 48 | −12 | 33 | Osztályozó                   |
| 17.   | Hamburger SV (K)         | 34 | 8  | 7  | 19 | 29 | 53 | −24 | 31 | Kiesik a Bundesliga 2-be     |
| 18.   | 1. FC Köln (K)           | 34 | 5  | 7  | 22 | 35 | 70 | −35 | 22 | Kiesik a Bundesliga 2-be     |